# Karriss Artingstall
Karriss Artingstall (23 de novembro de 1994) é uma boxeadora britânica, medalhista olímpica.

## Carreira
Artingstall conquistou a medalha de bronze nos Jogos Olímpicos de Verão de 2020 em Tóquio, após confronto na semifinal contra a japonesa Sena Irie na categoria peso pena. A nível nacional, Artingstall ganhou medalhas de ouro nos campeonatos júnior de 2012 e 2013 e nos campeonatos de elite de 2018.